# Chiesa di San Sebastiano e San Rocco (Affile)
La chiesa di San Sebastiano e San Rocco è sita ad Affile in provincia di Roma.
È menzionata per la prima volta in una relazione di visita pastorale del 1584.

## Descrizione
Si tratta di un semplice edificio rurale, con un portale incorniciato in marmo con lunetta e al di sopra una finestrella squadrata.
Nella tettoia, a spiovente, è una celletta campanaria.
L'interno è a navata unica con volta a tutto sesto.
Un affresco a lunetta raffigura una Madonna con Bambino tra Santi.